# Penguily
Penguily är en kommun i departementet Côtes-d'Armor i regionen Bretagne i nordvästra Frankrike. Kommunen ligger i kantonen Moncontour som tillhör arrondissementet Saint-Brieuc. År 2022 hade Penguily 608 invånare.

## Befolkningsutveckling
Antalet invånare i kommunen Penguily
Referens:INSEE